# André Le Nôtre

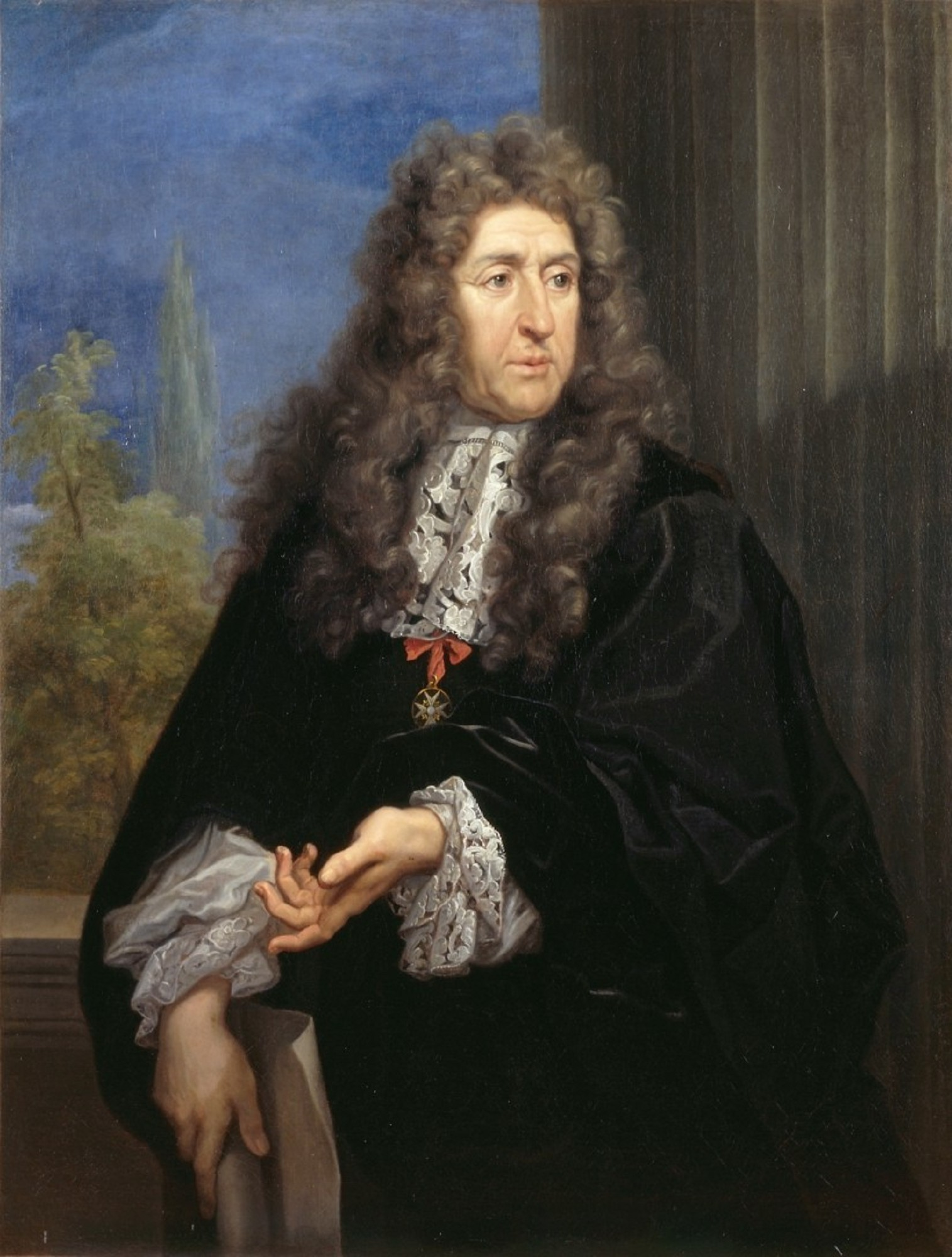
André Le Nôtre auf einem Gemälde von Carlo Maratta, 1678

André Le Nôtre (auch Le Nostre; * 12. März 1613 in Paris; † 15. September 1700 ebenda) war ein bedeutender französischer Landschafts- und Gartengestalter. Als oberster Gartenarchitekt Ludwigs XIV. konzipierte er den Stil des französischen Barockgartens (französisch jardin à la française) und übte damit maßgeblichen Einfluss auf die Gartenkunst in Europa aus.

## Name
Der Ersatz des Dehnungs-s durch den Zirkumflex wurde in der französischen Rechtschreibung erst um 1740 allgemein üblich. Zu Lebzeiten des hier behandelten Gärtners war die Schreibweise Le Nôtre unbekannt, er selbst unterzeichnete mit Le Nostre. Seine Biographen Ernest de Ganay (1962) und Frank Hamilton Hazlehurst (1980) haben daher zu Recht die authentische Schreibweise Le Nostre verwendet.

## Leben
André Le Nôtre war der Sohn von Marie Jacquemin und Jean Le Nostre, Palastintendant und Erster Gärtner des Tuileriengartens.
Le Nôtre begann um 1630 ein Kunststudium. Bei Simon Vouet studierte er die Gesetze der Perspektive und Optik, bei François Mansart, Onkel von Jules Hardouin-Mansart, dem wichtigsten Architekten von Schloss Versailles, erlernte er die Prinzipien der Architektur. Mit 22 Jahren wurde er zum Ersten Gärtner von Gaston d’Orleans’, dem Bruder Ludwigs XIII., ernannt, 1637 folgte er seinem Vater mit einer Neugestaltung der Gärten der Tuilerien. 1645 arbeitete er in Fontainebleau am Garten der Königin. 1649 wurde er als Gärtner für den Park des Tuilerienschlosses verbeamtet.
In der Zeit von 1656 bis 1661 arbeitete er mit Louis Le Vau und Le Brun am Schloss Vaux-le-Vicomte des Finanzministers Nicolas Fouquet. Der Kostenaufwand des Gesamtwerks und die öffentliche Zurschaustellung erregten, so heißt es, den Neid und gespielten Zorn des Königs Ludwig XIV. derart, dass er Fouquet verhaften und seinen gesamten Besitz konfiszieren ließ. 1662 begann Le Nôtre nun im Dienst des Königs die Arbeit an der Gartenanlage von Schloss Versailles, die alle anderen übertreffen sollte, und die die volle Zufriedenheit des prachtliebenden Königs gewann. Le Nôtre legte die Gärten des Trianons und der Schlösser Meudon, Saint-Cloud, Sceaux sowie Chantilly und die berühmte Terrasse von Saint-Germain-en-Laye an, die als Vorbilder für die Gärten der Fürsten fast des gesamten übrigen Europa dienten. 1678 bis 1679 war er wiederum in Italien tätig und wurde von Papst Innozenz XI. empfangen. Auch richtete er im Auftrag König Karls II. von England die Gärten von Greenwich und den St. James’s Park in London ein. Außerdem zeichnete er Pläne für zahlreiche andere Gärten. Greenwich Park ist seit 1997 auf der Liste des UNESCO-Weltkulturerbes.
Er wurde 1675 von Ludwig XIV. in den Adelsstand erhoben. Er starb am 15. September 1700 – zehn Jahre nach der Fertigstellung der Versailler Gartenanlage – in Paris in seinem Haus am Ostrand der Tuilerien, heutiger Name Pavillon de Marsan. Das Grab befindet sich unter seiner Büste in der Pariser Pfarrkirche St-Roch. Er hatte die Büste bei dem Bildhauer Antoine Coysevox selbst bestellt.

## Familie
Le Nôtres Großvater war Pierre Le Nostre. Sein Vater war Erster Königlicher Landschafts- und Gartengestalter Ludwigs XIII.
André Le Nôtre war mit Françoise, einer Tochter von François Langlois, verheiratet. Sie hatten mehrere Kinder, die alle in jungen Jahren starben. Eine enge Beziehung pflegte er zu Claude Desgots, dem Sohn seiner Schwester Élisabeth, der ebenfalls Gärtner der Tuilerien wurde und den er als Erben einsetzte.
Seine zweite Schwester Françoise heiratete Simon Bouchard, der für die Orangerie des Königs verantwortlich war. Nach dessen Tod übernahmen Françoise und ihre beiden Töchter diese Aufgabe und arbeiteten an der Seite von Le Nôtre.

## Schüler
Zu Le Nôtres Schülern gehörte unter anderem Dominique Girard, der den Park von Schloss Schleißheim und den ursprünglichen Barockgarten von Schloss Nymphenburg gestaltete, sowie den Park von Schloss Augustusburg in Brühl bei Köln.

## Gartenanlagen (Auswahl)
- Barockgarten von Schloss Versailles
- Greenwich Park, London
- Park des Castello di Racconigi
- St. James’s Park in London
- Jardin des Tuileries in Paris
- Park von Schloss Bussy-Rabutin
- Park von Schloss Chantilly
- Park von Schloss Maintenon
- Park von Sceaux
- Park der Villa Torrigiani di Camigliano bei Lucca
- Park der Villa Doria Pamphilj bei Rom
- Park von Schloss Vaux-le-Vicomte
- Garten von L'Évêché in Castres
- Barockgarten im Wenkenhof in Riehen bei Basel

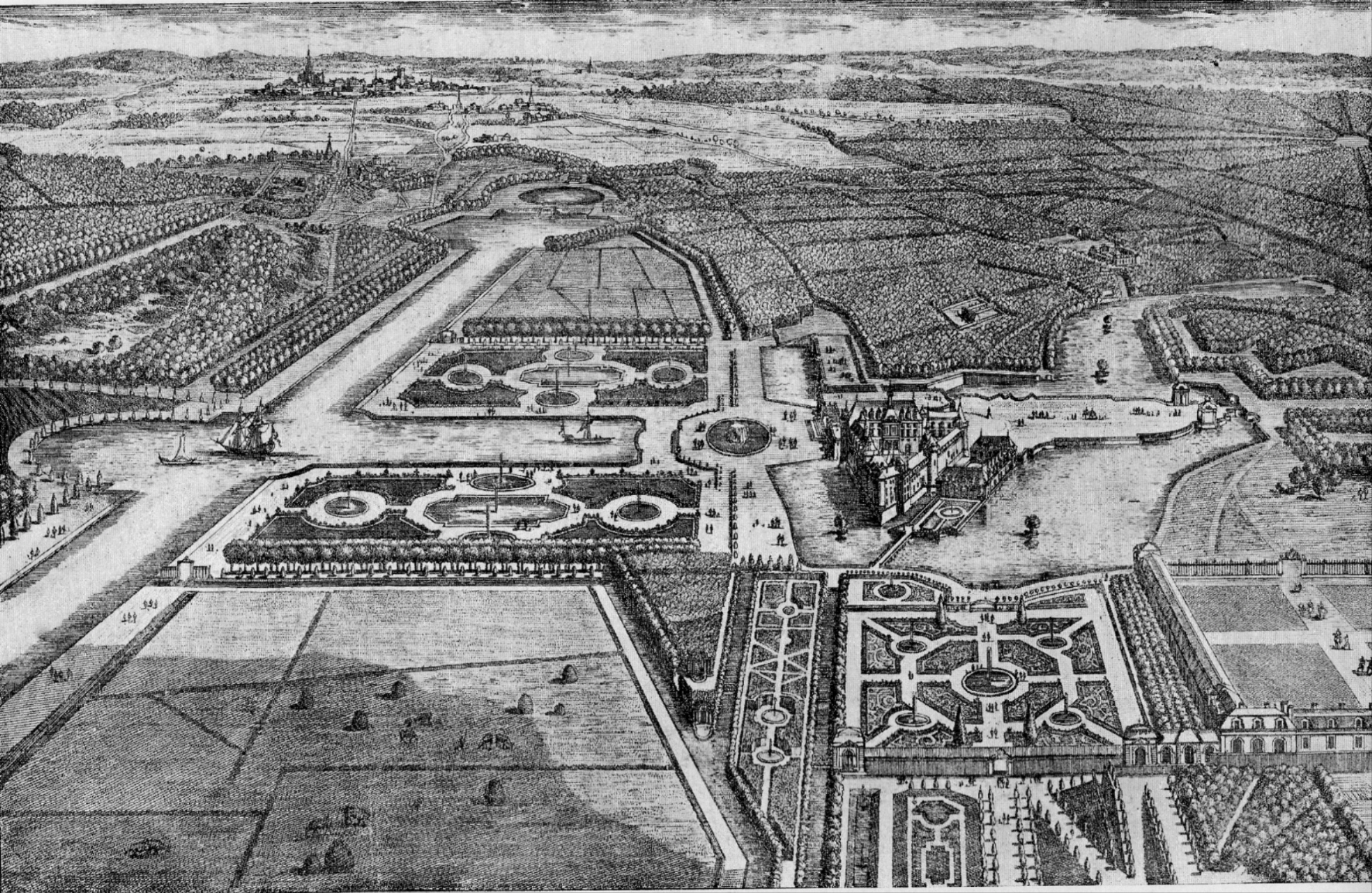
Gärten und Park von Schloss Chantilly
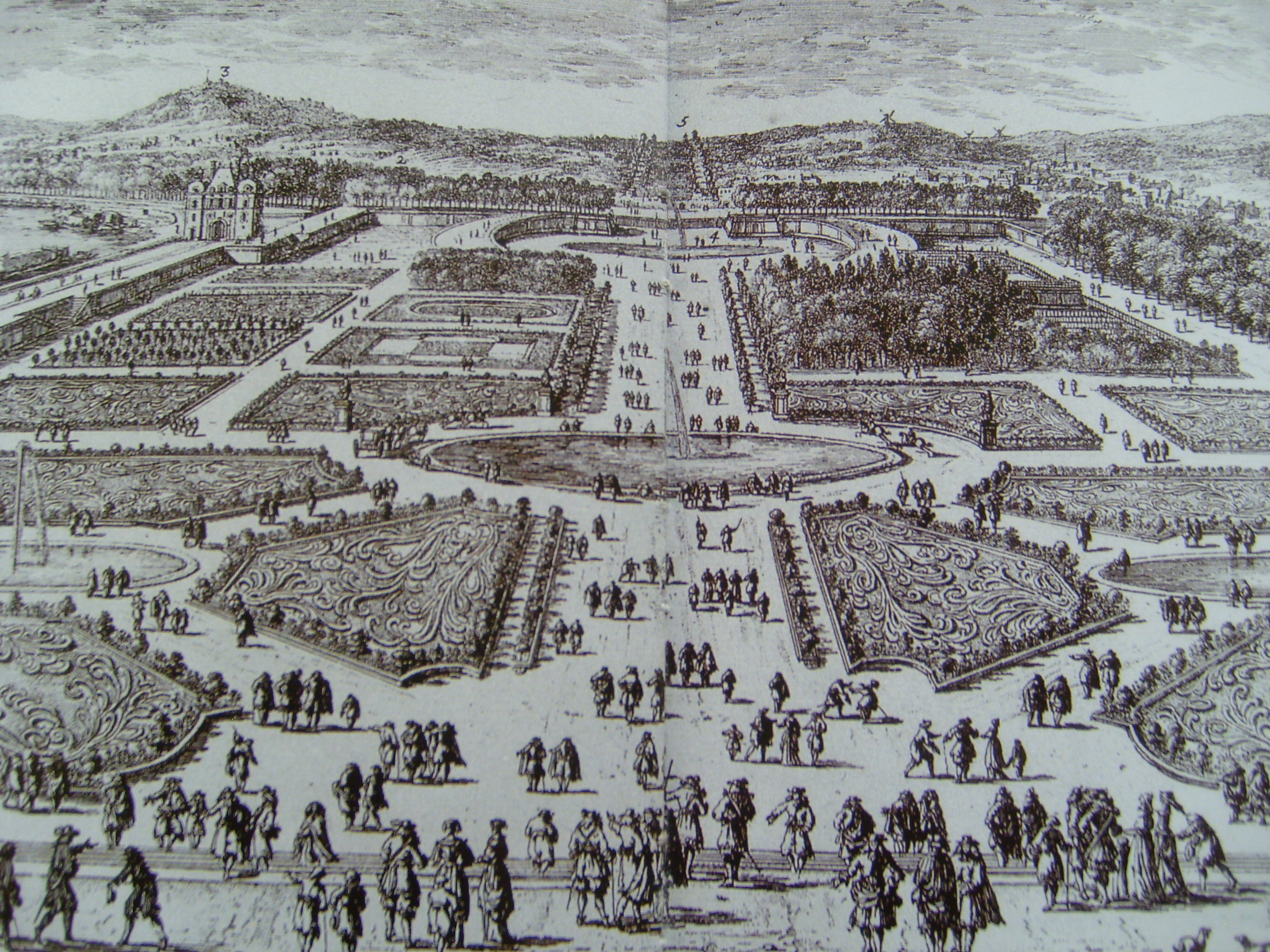
Der Tuileriengarten um 1660, Lithographie von Perelle
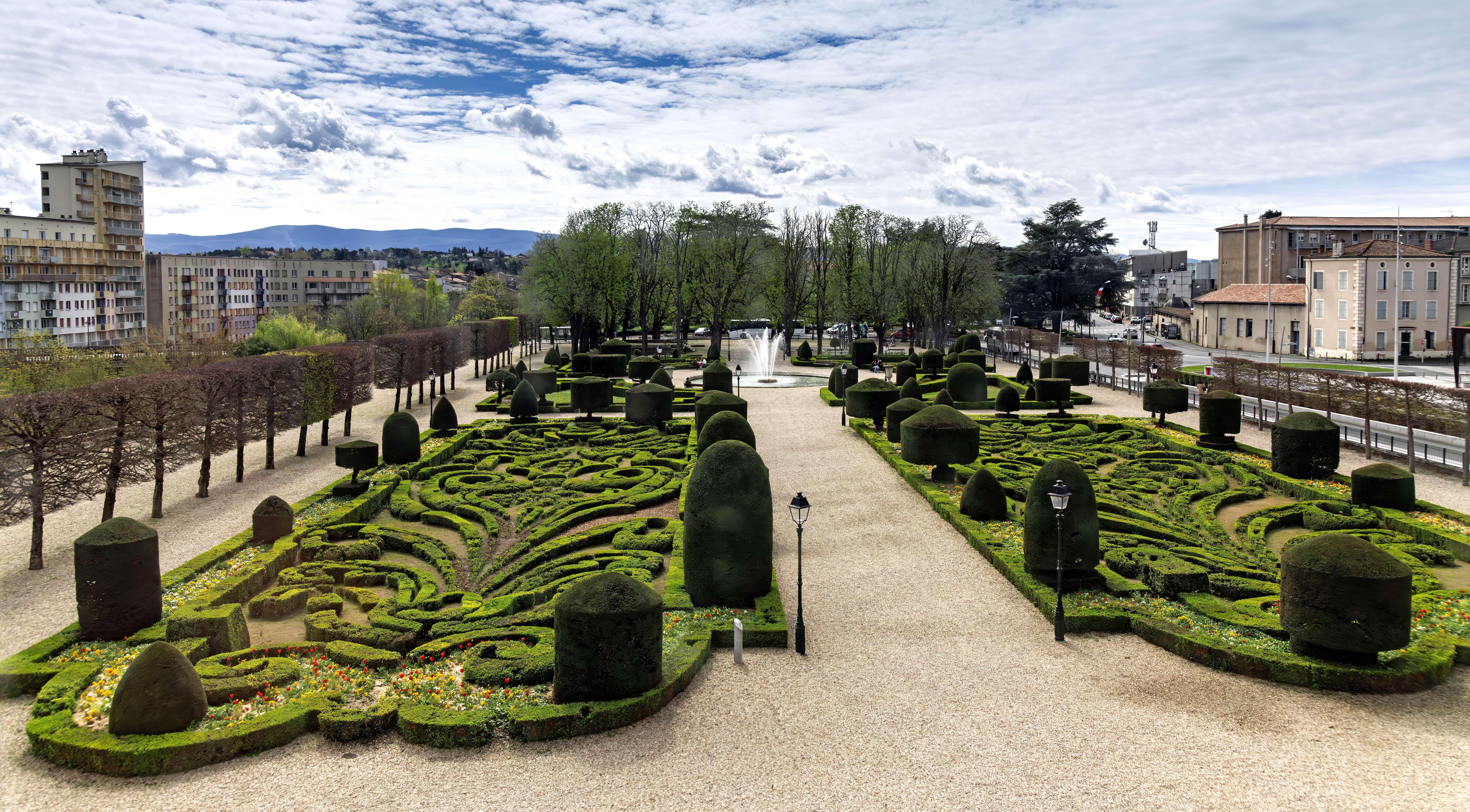
Broderien und Formhecken im Jardin de l'Évêché von Castres

## Ausstellungen
- Illusion und Imagination. André Le Nôtres Gärten im Spiegel barocker Druckgraphik. Schloss Benrath, Düsseldorf, 15. September 2013 bis 17. November 2013.[1]
- Le Nôtre en perspectives. Schloss Versailles, 22. Oktober 2013 bis 23. Februar 2014.[2]

## Filme
- André Le Nôtre, der Gärtner des Königs. (OT: André Le Nôtre en ses jardins.) Dokumentarfilm, Frankreich, 2013, 52:00 Min., Buch und Regie: Martin Fraudreau, Produktion: Camera Lucida productions, arte France, Erstsendung: 27. Oktober 2013 bei arte, Inhaltsangabe von ARD.

- Wie das Land, so der Mensch – Versailles, Frankreich. (OT: Versailles.) Dokumentarfilm, Frankreich, 2013, 25 Min., Buch und Regie: Emmanuel Descombes, Moderation: Raphaël Hitier, Produktion: System TV, arte France, Reihe: Wie das Land, so der Mensch (OT: Paysages d’ici et d’ailleurs), Erstsendung: 8. Januar 2014 bei arte, Inhaltsangabe von ARD.

- Die Gärtnerin von Versailles. (OT: A Little Chaos.) Historienfilm, Großbritannien, 2014, 112 Min., Buch und Regie: Alan Rickman, Produktion: Lionsgate, BBC Films, Kinostart: 13. September 2014 beim TIFF, Vorschau, mit Kate Winslet als Landschaftsgärtnerin Sabine De Barra, Matthias Schoenaerts als André Le Nôtre, Alan Rickman als Louis XIV.

- Wie das Land, so der Mensch – Chantilly, Frankreich. (OT: Chantilly.) Dokumentarfilm, Frankreich, 2014, 25:45 Min., Buch und Regie: Emmanuel Descombes, Moderation: Raphaël Hitier, Produktion: System TV, arte France, Reihe: Wie das Land, so der Mensch (OT: Paysages d’ici et d’ailleurs), Erstsendung: 27. November 2014 bei arte, Inhaltsangabe von ARD.